# Maydenoptila pseudorupina
Maydenoptila pseudorupina är en nattsländeart som beskrevs av Wells 1980. Maydenoptila pseudorupina ingår i släktet Maydenoptila och familjen smånattsländor. Inga underarter finns listade i Catalogue of Life.